# Деак, Иштван
Иштва́н Деа́к (венг. Deák István; 11 мая 1926, Секешфехервар, Фейер — 10 января 2023) — американский историк, профессор Колумбийского университета, специалист по истории Восточной и Центральной Европы.

## Биография
Родился 11 мая 1926 года в еврейской семье, принявшей католицизм. Его дед Давид Дейч (Деак) владел одним из самых крупных в стране универмагов, прадед Майер Ципсер (1815—1869) был раввином. В 1945 году стал студентом в Будапеште. Уехал из Венгрии в 1948 году после прихода к власти коммунистов и продолжил обучение в Сорбонне. Работал журналистом на Радио Свободная Европа.
В 1956 году переехал в США и занялся исследовательской работой в Колумбийском университете. В 1963 году защитил докторскую диссертацию и стал преподавателем Колумбийского университета. Работал директором Института Центральной и Восточной Европы, преподавал в Стэнфордском университете.
После падения коммунистического режима в Венгрии в 1990 году Деак был принят в иностранные члены Венгерской академии наук.
Жена Деака Глория является историком искусства.
Умер 10 января 2023 года.

## Научная работа
Научными интересами Деака были история Центральной и Восточной Европы, Венгрии, национализм, тоталитаризм и Холокост.

## Публикации
- Weimar Germany’s Left-wing Intellectuals: A Political History of the «Weltbuhne» and Its Circle, The University of California Press, 1968
- The lawful revolution: Louis Kossuth and the Hungarians, 1848—1849. Columbia Univ., New York 1979.
- The social and psychological consequences of the disintegration of Austria-Hungary in 1918. In: Österreichische Osthefte. Jahrgang 22, 1980, S. 23-32.
- Beyond Nationalism: A Social and Political History of the Habsburg Officer Corps, 1848—1918 (Oxford University Press, 1990
- Jewish soldiers in Austro-Hungarian society, Leo Baeck Institute, 1990, 31 s.
- The Politics of Retribution in Europe: World War II and Its Aftermath (Princeton University Press, 2000 (разом з Jan T. Gross та Tony Judt)
- István Deák. Essays on Hitler's Europe. — University of Nebraska Press, 2001. — 222 p. — ISBN 9780803266308.
- Il processo di Norimberga tra storia e giustizia / Marina Cattarutta ; István Deák, Torino : UTET Libr., 2006, 119 S. ; 23 cm + 1 DVD-Video, 88-02-07478-X